# Mercado Central de San Pedro

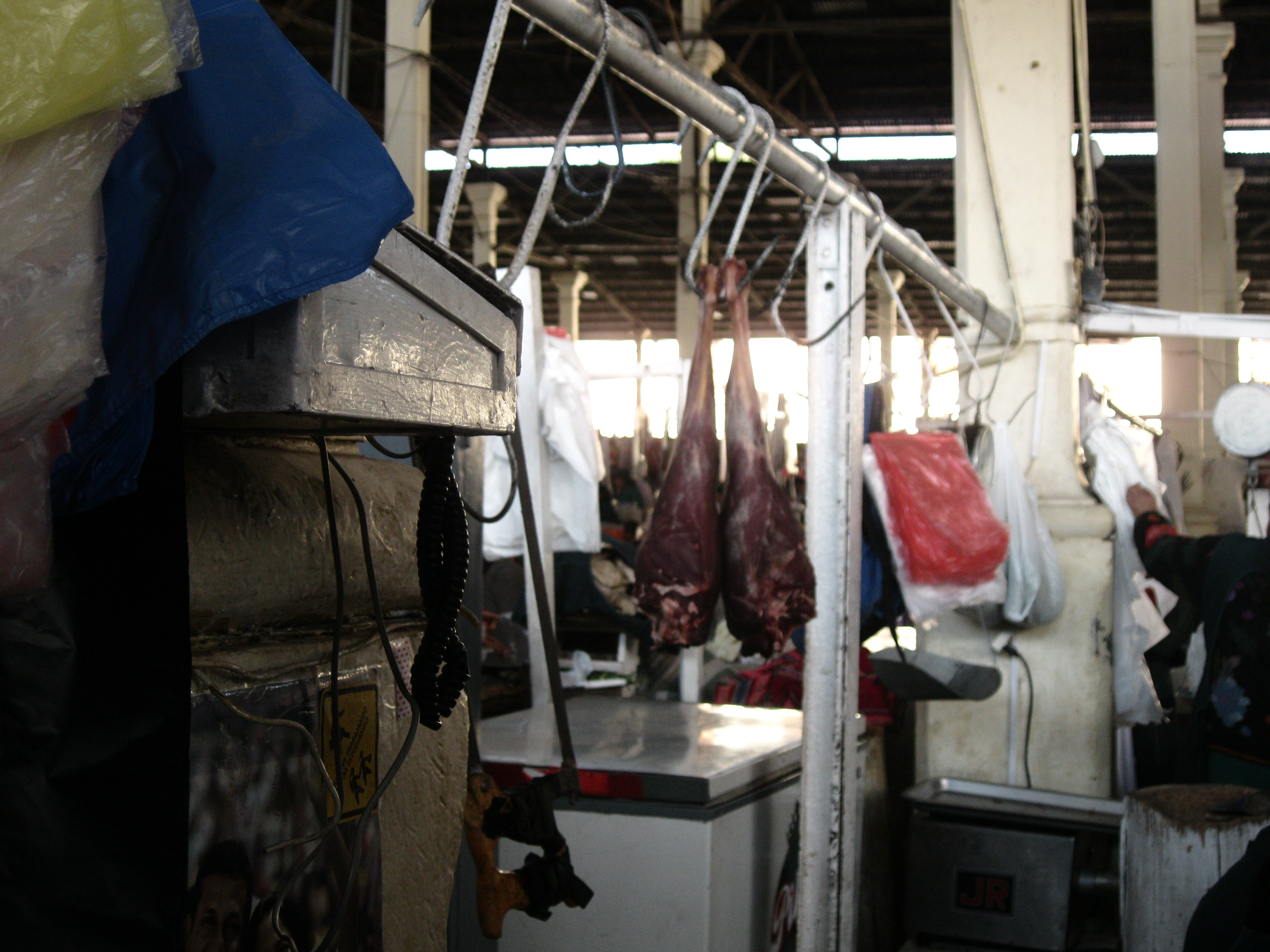

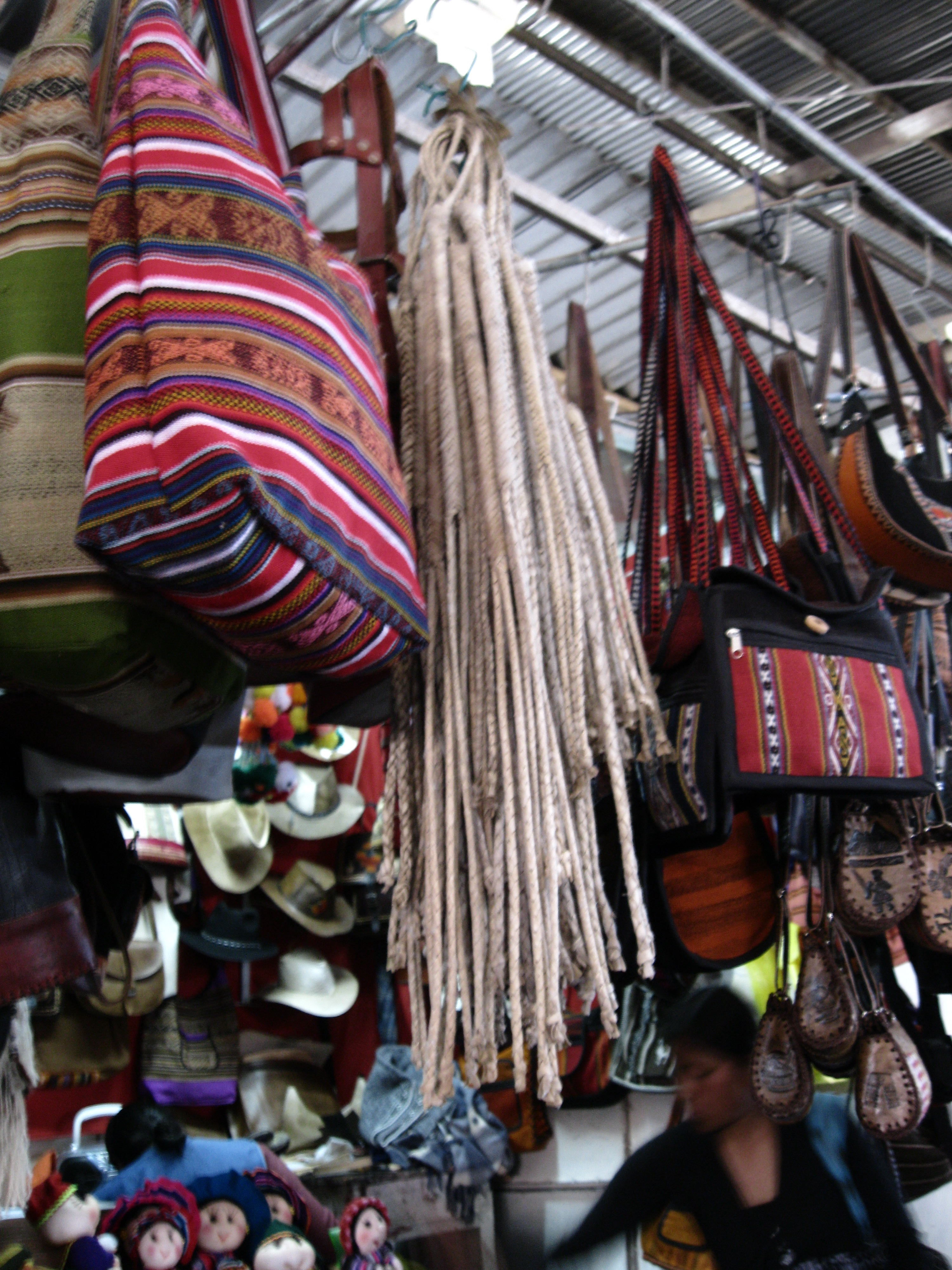

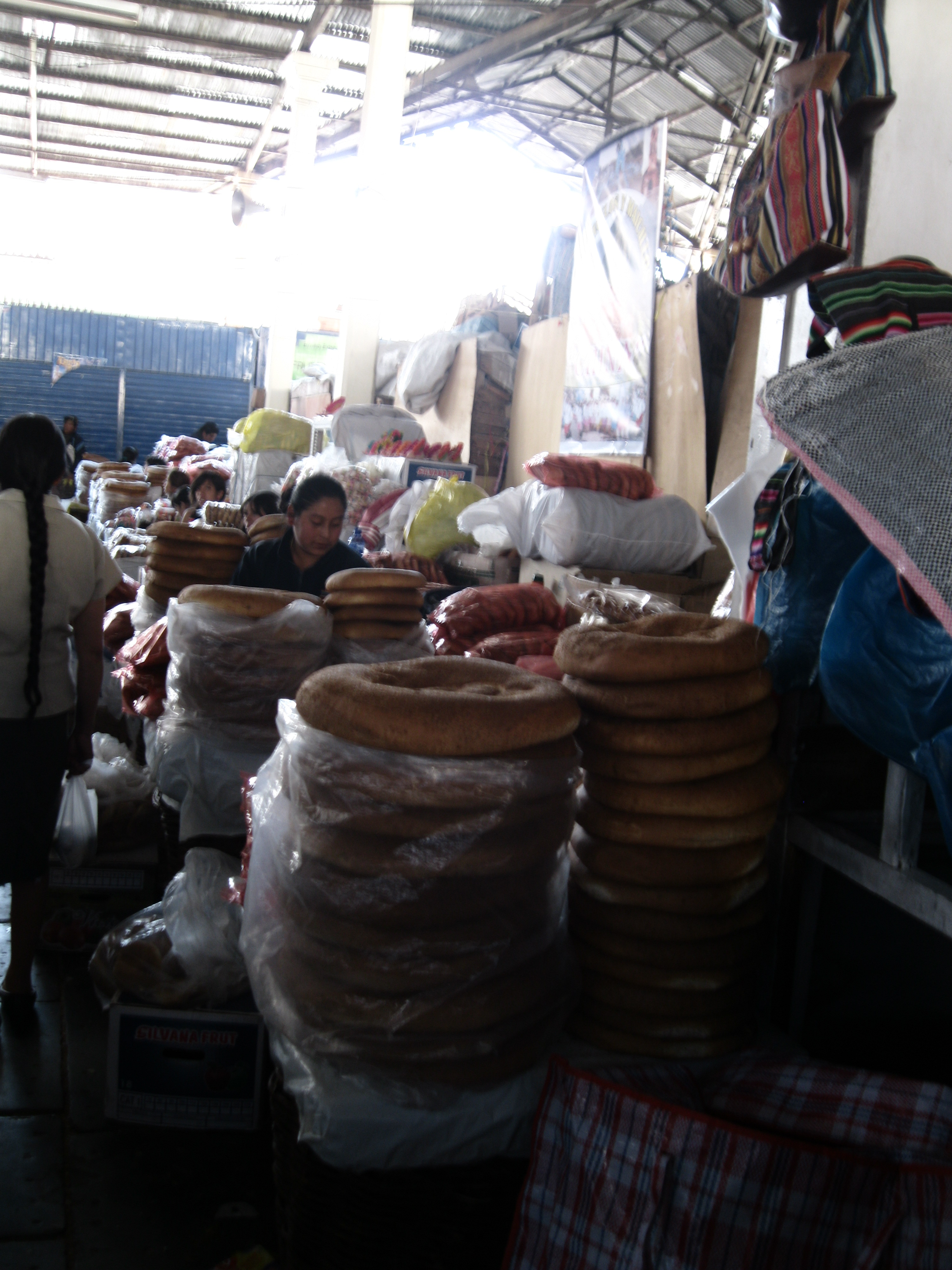

El Mercado Central de San Pedro es el principal y más antiguo mercado de abastos de la ciudad de Cusco, Perú, y se encuentra ubicado en su centro histórico frente a la Plazoleta San Pedro y la calle Santa Clara cuyo recorrido actual corresponde con el antiguo camino inca que, partiendo desde el Huacaypata, comunicaba la capital del Tawantinsuyo con el Contisuyo.  

## Historia
A fines de los años 1910, durante la gestión de Manuel Silvestre Frisancho quien era alcalde de la ciudad y además diputado se dispuso el traslado del mercado desde la Plaza de Armas y la Plaza San Francisco donde se realizaba regularmente la compra de abastos para la ciudad, hacia el oeste, en el barrio de San Pedro. Se escogió para ello la denominada "pampa de Qasqaparo" que formaba parte de los terrenos del Convento de Santa Clara y se encontraba frente a la Iglesia de San Pedro. En esa misma zona ya funcionaba, para aquellos años, el camal municipal. La razón para dicho traslado fue la salubridad. 
Su construcción fue realizada en dos partes, la primera inició en 1925 y fue inaugurado 7 de junio de 1925 fue inaugurado y comenzó a funcionar como mercado. Sin embargo, el mercado no se terminaría de construir hasta el año 1950. La parte más antigua de la estructura del mercado fue realizada por el ingeniero civil francés Gustave Eiffel quien fue contactado por el alcalde Frisancho. Constituyó la superficie cubierta más grande que hasta entonces se había edificado en la ciudad del Cusco. La inauguración fue realizada por el alcalde Manuel Silvestre Frisancho por lo que el mercado, en un inicio, fue llamado popularmente como "Mercado Frisancho". Su primer administrador fue el señor Emilio Astete.
En 1955, luego del terremoto de 1950, el edificio fue ampliado debido al crecimiento poblacional de la ciudad. Para ello se derruyó el bloque sur del mercado. Desde su construcción y ampliación, el mercado se constituyó como el núcleo comercial de la ciudad generando movimiento comercial en las calles aledañas.

## Estructura
La estructura del edificio es de estructura de hierro, techo de calamina, puertas metálicas de rejas, paredes y pisos de cemento. El estilo del mercado es neo clásico y consiste en una serie de columnas distribuidas que sostienen el techo amplio de calaminas de origen inglés que se mantienen inalterables. Ocho columnas por pasaje distribuidas en toda la manzana de forma rectangular, con un techo de dos aguas y tres niveles. Las columnas que se ubican desde el centro y se reparten a los laterales son de tamaños distintos, en el centro son altas y a medida que se van distribuyendo hacia los laterales bajan de ancho, dimensión y altura, igualmente están revestidas de cemento. Las cerchas de hierro se mantienen unidas gracias a remaches térmicamente ensamblados que se contraen durante el enfriamiento para crear un buen ajuste, funcionan las vigas tensoras así como la combinación perfecta de los tijerales para los que se han utilizado maderas de pino araucano y pino oregón importado. La segunda parte del mercado ubicada hacia el sureste y donde se expenden comidas preparadas ha mantenido el diseño de la primera.
Con el paso de los años fue pasando de ser mercado de abastos a mercado turístico. En la actualidad cuenta con 1180 puestos de venta y genera gran movimiento comercial en las calles que lo rodean. El mercado está organizado por bloques diferenciados por la mercadería que ofrece que incluye desde productos de pan llevar, carnes, frutas, verduras, ropa e incluso productos de chamanería andina.

#### Libros y publicaciones
- Caballero Ramos, Yamile; Leiva Rios, Herbert Arnaldo; Silva Cáceres, Hugo (10 de mayo de 2013). Informe Técnico N° 011-2013/MPC-OGPPE-OPI "Evaluación del proyecto Ampliación y Mejoramiento de los Servicios de Comercialización del mercado de San Pedro de la ciudad de Cusco, distrito Cusco, provincia de Cusco - Cusco. Cusco: Municipalidad Provincial del Cusco. Consultado el 8 de agosto de 2019. (enlace roto disponible en Internet Archive; véase el historial, la primera versión y la última).
- Coronado Esquivel, Jessica; Apaza Callañaupa, Roel (2017). «La modernización de la ciudad y su salubridad: la canalización del Cusco a principios del siglo XX». Summa Humanitatis 9 (1). Consultado el 7 de octubre de 2019.
- Guerra Enriquez, Yuri Orlando (2017). Conciencia turística de los comerciantes del mercado central de San Pedro, Cusco - 2017. Cusco: Universidad Andina del Cusco. Archivado desde el original el 8 de agosto de 2019. Consultado el 8 de agosto de 2019.
- Pillco Torres, Franklin (2017). Gestión de calidad y competitividad del mercado San Pedro, Cusco-2017. Cusco: Universidad Peruana Austral del Cusco. p. 151. Consultado el 8 de agosto de 2019.

- Datos: Q26213804
- Multimedia: Mercado Central de San Pedro / Q26213804